# Banff, Alberta

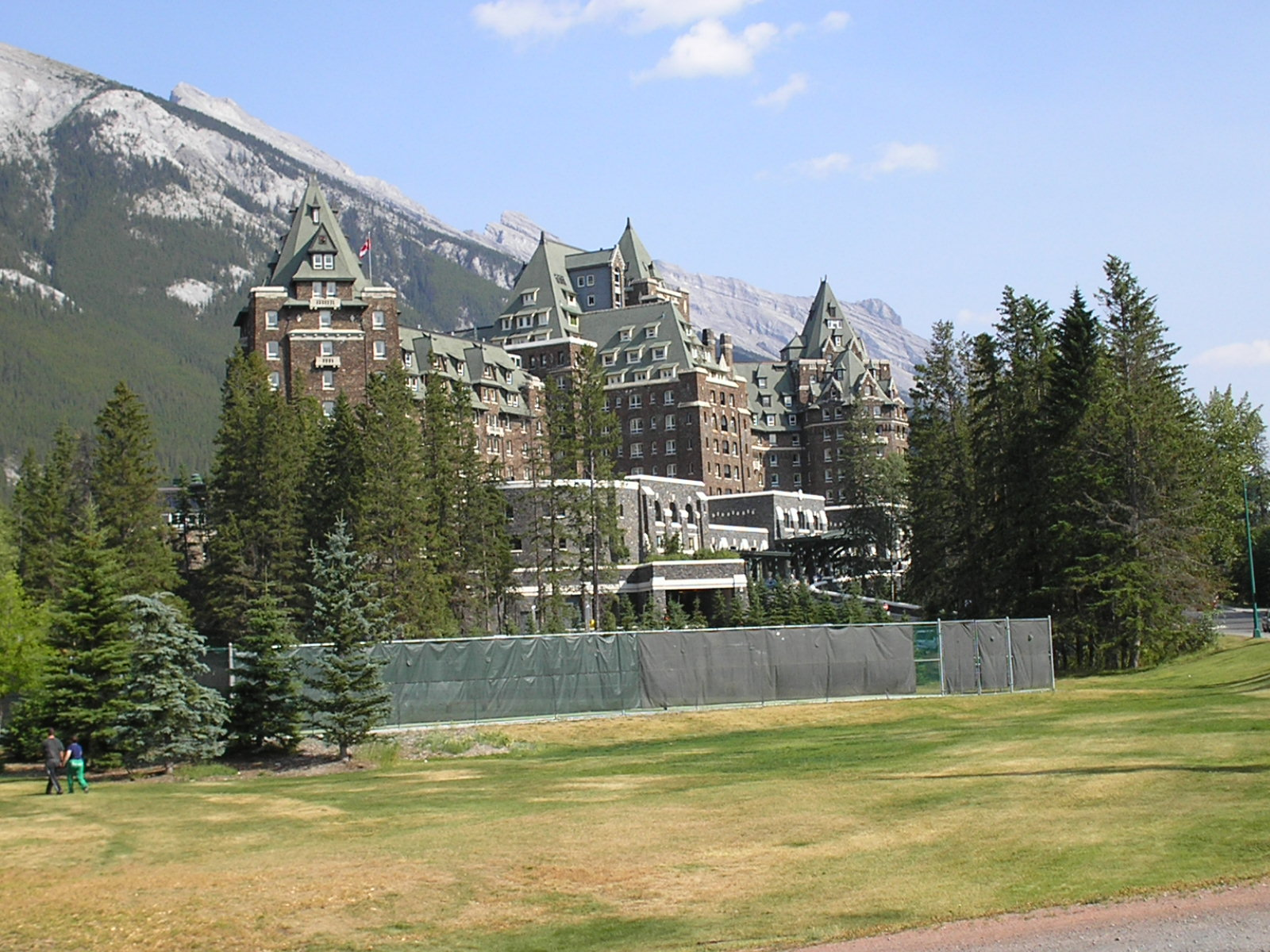
Hotelul Springs

Banff este un oraș cu 6.700 de locuitori (2006), fiind localitata cea mai mare din Parcul Național Banff, provincia Alberta, Canada. Orașul este situat pe versantul estic al munților Rocky Mountains,  la altitudinea de 1.383 m deasupra n.m. . Banff se află la o distanță de 140 km vest de Calgary și la 58 km de Lake Louise. Localitatea este numită Banff din anul 1884 după locul de naștere a lordului  scoțian Steven.
Din oraș se pot vedea piscurile munților Cascade Mountain (2998 m) și Mount Norquay. Cu un teleferic se poate ajunge pe muntele  din apropiere, Sulphur Mountain. Din cauza măsurile de protecție a mediului, numărul locuitorilor orașului, este limitat,   numai acei care lucrează aici au dreptul de a domicilia în oraș.